# Hrdějovice
Hrdějovice (en allemand : Hartowitz) est une commune du district de České Budějovice, dans la région de Bohême-du-Sud, en République tchèque. Sa population s'élevait à 1 521 habitants en 2023.

## Géographie
Hrdějovice se trouve à 5 km au nord du centre de České Budějovice, dans son agglomération, et à 118 km au sud de Prague.
La commune est limitée par Hluboká nad Vltavou à l'ouest et au nord, par Hosín, Borek et Úsilné à l'est et par České Budějovice sud.

## Histoire
La première mention écrite du village date de 1350.

## Transports
Par la route, Hrdějovice se trouve à 6 km de České Budějovice et à 146 km de Prague.